# Casa individuală de pe str. Alexandru Hîjdeu, 122 (Chișinău)
Casa individuală de pe str. Alexandru Hîjdeu, 122 este o clădire amplasată pe str. A. Hîjdeu, 122 în Chișinău, Republica Moldova. Este un monument arhitectural de importanță națională inclus în Registrul monumentelor Republicii Moldova ocrotite de stat cu nr. 131 (municipiul Chișinău). Datează din jum. II a sec. XIX.